# Waramutsého!
Pour plus de détails, voir Fiche technique et Distribution.
Waramutsého! est un film camerounais réalisé en 2008.

## Synopsis
Kabéra et Uwamungu sont deux Rwandais qui vivent ensemble dans une banlieue de Toulouse. Le chaos éclate dans leur pays, le Rwanda, et Kabera apprend que des membres de sa famille ont participé au massacre de la famille de son ami Uwamungu.

## Fiche technique
- Réalisation : Bernard Auguste Kouemo Yanghu
- Production : Courte Échelle Prod
- Scénario : Bernard Auguste Kouemo Yanghu
- Image : Bertrand Artaud
- Son : Mathieu Deschamps
- Musique : Philippe Bonnaire
- Montage : Jean-Michel Cazenave, Geoffroy Cernaix

## Distribution
- Steve Achiepo
- Clément Ntahobari

## Récompenses
Waramutshého! a obtenu le Poulain de bronze au Fespaco 2009, le prix du Meilleur Court métrage et le Prix de la Ville de Milan au 19e Festival du cinéma d'Afrique, d'Asie et d'Amérique latine de Milan, ainsi que le Prix du Public au 10e Ciné Sud à Cozes (Charente-Maritime).